# University of Basrah
University of Basrah är ett universitet i Irak.   Det ligger i distriktet Basrah District och provinsen Basra, i den sydöstra delen av landet, 500 km sydost om huvudstaden Bagdad.